# Soetimin Marsidih
Soetimin Marsidih (circa 1966 - 17 oktober 2017) was een Surinaams politicus. Hij was van 2010 tot 2015 lid van De Nationale Assemblée.

## Biografie
Soetimin Marsidih was leraar Engels van beroep. Hij was lid van de politieke partij Pertjajah Luhur (PL) en ging de verkiezingen van 2010 in als lijsttrekker van de VolksAlliantie in Nickerie. In het district werd uitgebreid campagne gevoerd door 2500 aanhangers van zes partijen/allianties. Voor de VolksAlliantie van Marsidih waren naar eigen opgave zeshonderd mensen op de been, verspreid over veertig stembureaus. Hij werd uiteindelijk met 1592 stemmen gekozen in De Nationale Assemblée.
Marsidih werd niet door de PL opgesteld voor de verkiezingen van 2015 en vertrok daarna naar de afgescheiden Hervormings- en Vernieuwingsbeweging (HVB).
In 2017 was Marsidih enige tijd ziek. Hij overleed uiteindelijk in de ochtend van 17 oktober op 51-jarige leeftijd.